# Misconduct
Misconduct är ett hardcoreband från värmländska Kristinehamn i Sverige. Misconduct grundades hösten 1995 av sångaren och låtskrivaren Fredrik Olsson. 
1996 släppte Misconduct demon Like the Old Days som gav bandet ett skivkontrakt med skivbolaget Bad Taste Records. 2002 lämnade Misconduct bolaget och gick till Side By Side Records som ägs av Fredrik Olsson.
Misconduct har sedan första skivsläppet A Change (1997) haft otaliga turnéer i Skandinavien, Europa och Nordamerika vilket har medfört fans över hela världen. I januari 2007 släppte Misconduct sin första online-EP Raise Your Voices innehållande fem nya låtar som bandet tillsammans med Side By Side Records gav bort gratis till alla fans på bandets hemsida. 

## Medlemmar
- Fredrik Olsson - Sång/Gitarr
- Erik Ydlinger - Gitarr
- Andreas Dahl - Trummor
- Simon Guidoum  - Bas

### Tidigare medlemmar
- Martin Roed - Gitarr (1995-1998)
- Fredrik Andersson - Gitarr (1998-1999)
- Martin Jansson - Gitarr (1999-2000)
- Olle Karlsson - Gitarr (2013-2019)
- Daniel Ekström - trummor (2003-2004)
- Mathias Pettersson - trummor (1999-2003)
- Jonas Carlsson - Trummor (1995-1999)
- Daniel Andersson - Bas (1995-1998)
- Mattias Nielsen - Bas (1998-1999)
- Andreas Wall - Bas (2000-2008)
- Martin Vrigsjö Staflin - Bas (2013-2019)
- Daniel Petri - Trummor (2005-2019)

## Diskografi

### Album
- 1997 – ...Another Time (CD, Bad Taste Records)
- 1999 – A New Direction (CD, Bad Taste Records)
- 2000 – The Almighty Trigger Happy/Misconduct (Split-CD, Bad Taste Records)
- 2001 – One Last Try (CD, Bad Taste Records)
- 2003 – United as One (CD, Side By Side Records)
- 2005 – 10 Years of... 1995 - 2005 (Ltd. Ed. CD, Side By Side Records)
- 2006 – Building Bridges (Split-CD, Side By Side Records/Engineer Records)
- 2010 – One Step Closer (CD, Side By Side Records)
- 2013 – Blood On Our Hands (CD, Strength Records / Side By Side Records)

### EP
- 1997 – A Change (CD, Bad Taste Records)
- 1998 – Signed in Blood (Vinyl 7", Bad Taste Records)
- 2002 – New Beginning (CD-singel, Side By Side Records)
- 2007 – Raise Your Voices (Online-EP, Side By Side Records)